# 中国の漫画

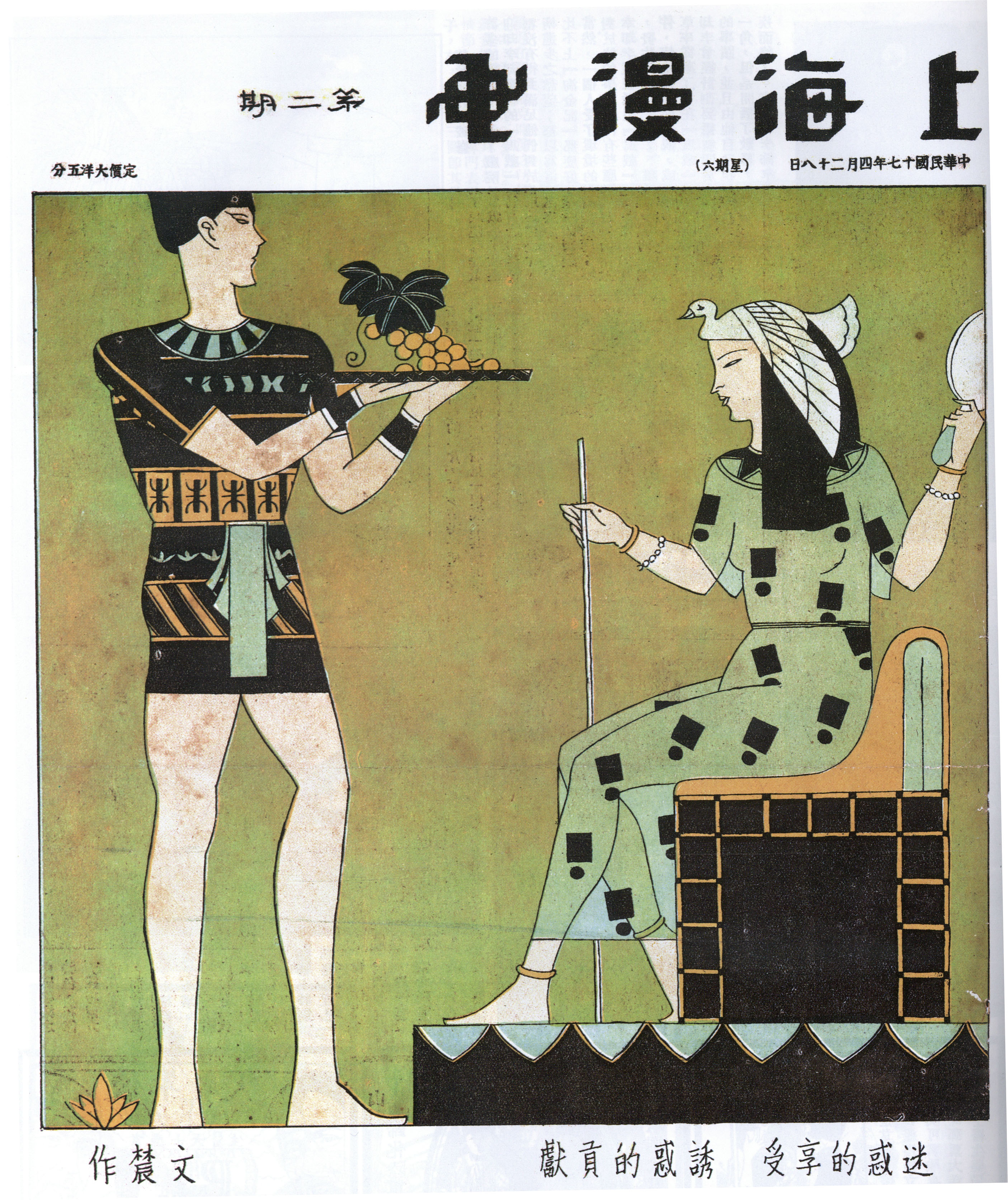
漫画雑誌『上海漫画』（1928年）

中国の漫画（ちゅうごくのまんが）では、中華人民共和国における漫画産業について概説する。
表現の自由に制約があり漫画産業の発展が香港や台湾に比べ遅れていた中国の漫画産業であるが、近年の経済発展に伴う消費者層及び創作層の拡大に伴い漫画産業は急速に発展している。中国語圏以外の地域では、日本の「マンガ」や韓国の「マンファ」と区別する意図を持って、しばしば中国・台湾の漫画は「マンホア(Mànhuà)」と発音される。これは「マンガ」や「マンファ」の場合と同様に、「漫畫」の北京語における発音に基づく。なお、アルファベットで中国の漫画（マンホア）は「manhua」とつづり、韓国の漫画（マンファ）は「manhwa」とつづるが、両者を同じように発音する言語も少なくない。

漫画・漫書

## 歴史

### 近世

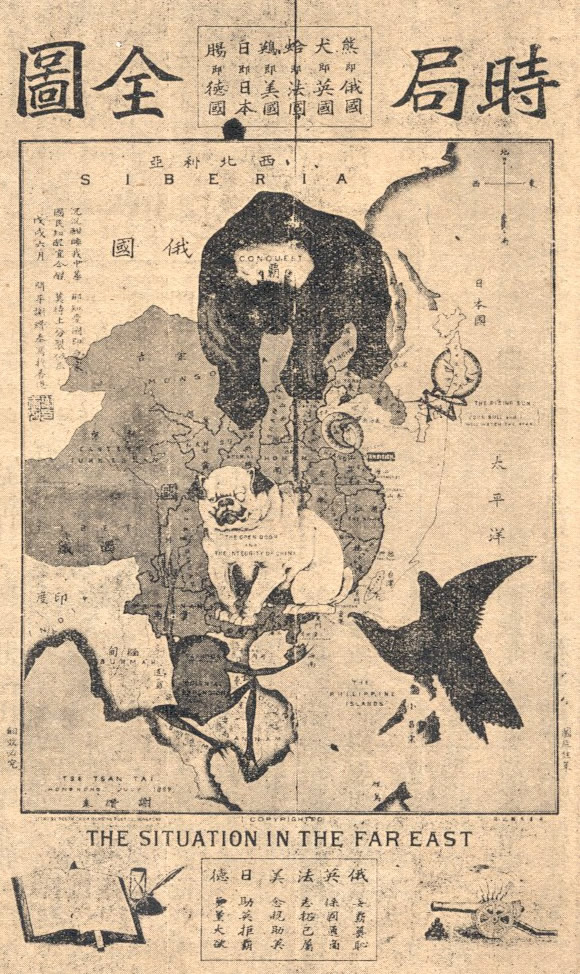
謝纘泰による風刺漫画、『時局図（時局全図）』（1899年）。北方からはロシアを表す熊、中国南部からはイギリスを表すブルドッグ、東南アジアからはフランスを表す蛙、フィリピンからはアメリカを表す鷲、東アジアからは日本を表す太陽が、中国の様子を窺っている。

中国における漫画の原型の例としては、明朝の成化帝朱見深による毛筆画『一団和気図』や清朝初期の画家八大山人による風刺画『牡丹孔雀図』が挙げられる。

### 近代
中国の近代漫画は19世紀末から20世紀初頭、概ね1867年から1927年の間に成立した。
西洋から紹介されたリトグラフ印刷の技術は、20世紀初頭の中国の漫画の発展における重要なステップであった。1870年代の初めから、風刺画が新聞や定期刊行物に掲載されるようになった。1920年代までには、連環画のような小型の絵本が上海で人気を博していた。これらの読み物は、後の中国の漫画の先駆的作品であると考えられている。
最初期の中国の風刺漫画雑誌の一冊は、イギリスの風刺誌『パンチ』に由来する、『China Punch』と題された雑誌であった。最初の中国人によって描かれた風刺漫画は、1899年に謝纘泰により日本で発行された『時局図』である。孫文が1911年に中華民国を建国するに際し、香港の漫画は反清朝感情を高めるためのプロパガンダとして利用された。政体の変化や戦争等の当時の騒然とした状況を反映した中国の漫画として、何剣士および鄭磊泉による『真相画報』（1912年）や『人鑑』（1920年）がある。
1927年の「漫画会」の発足までの中国のあらゆる漫画の先駆作品は、連環画あるいは風刺画の連作であった。中国における雑誌『上海漫画』は、1928年に創刊された。『上海漫画』は、時事ニュース、女性の写真、漫画、芸術情報等が掲載されたものであり、1930年6月まで上海に於いて毎週1回発行された発行部数3000部程の週刊誌であった。1934年から1937年にかけて、およそ17冊の漫画雑誌が中国で創刊されている。中国における漫画というメディアは、再び日中戦争へ向けての反日感情を高めるのに利用された。日本軍により主要都市が占拠されるとこれらの中国の漫画活動は停止された。1945年に日本が降伏すると国共内戦が勃発、国民党と共産党の対立という政治背景を記録した重要な風刺漫画の一作として、人間画会の『這是一個漫画年代』（1948年）がある。

### 中華人民共和国成立後
国共内戦から中華人民共和国の成立後は、その政治体制により連環画などの漫画産業は停滞期に突入した。その時期中国からの移民を受けいれた香港で漫画産業が飛躍的に発展していくことになる（香港については香港の漫画を参照）。

### 中国独自の漫画家の登場
1990年代になると胡蓉などの中国独自の漫画家が登場する。しかし日本の漫画の海賊版が市場の多くを占める状態は継続することになる。
その後は漫画産業を国家事業とした中国政府の後援もあり、中国独自の漫画作品が登場することになった。特に広州では漫友雑誌社による漫画専門雑誌が創刊され多くの中国人作家が登場した。その後金竜賞などの漫画賞も創設され、また日本の角川書店と協力した人材育成プログラムも実施され、丁氷や夏達などの漫画家が日本でのデビューを果たしている。
2011年10月にはマンガサミットが北京市で開催されるなど、中国漫画産業の国際化を図る政策も推進されている。
映画など他の媒体の原作として利用するため、漫画家を会社員として雇用し、給与+ボーナスを支払う漫画会社も登場している。